# 大人の事情 (曲)
「大人の事情」（おとなのじじょう）は、2016年3月2日に配信されたNEXT YOUのデジタル・ダウンロードシングル。

## 解説
- 自身が主演を務めたフジテレビ系ドラマ『武道館』挿入歌[2]。つんく♂曰く、同楽曲もシングル候補だった[3]。

## 収録曲
1. 大人の事情
作詞・作曲：つんく、編曲：平田祥一郎

## 参加メンバー
- 宮崎由加、金澤朋子、高木紗友希、宮本佳林、植村あかり